# Lekoni-Lekori
Lekoni-Lekori (oder Lékoni-Lékori) ist ein Departement in der Provinz Haut-Ogooué in Gabun und liegt im Osten des Landes. Das Departement hatte 2013 etwa 10.000 Einwohner.

## Gliederung
- Akieni